# Jardin botanique de Sóller
Le jardin botanique de Sóller ou musée des Sciences Naturelles des Baléares à Sóller est consacré à l'étude et à la conservation de la nature dans les îles Baléares, ainsi qu'à la diffusion des  informations afférentes à ces sujets.

## Historique
Préparé en 1980, le jardin botanique de Sóller s'ouvre au public le 9 mai 1992, pour être officialisé en avril 1997.
Il se compose d'un palais de petite dimension, construit en 1900, « el Camp d'en Prohom » et d'un jardin, attenant à cette propriété.

## Activités
Les études concernent :
- la biodiversité et la conservation de la nature
- la reproduction végétale
- la répartition géographique des plantes
- la taxinomie des invertébrés
- la géologie
- le milieu environnemental.

Plusieurs programmes éducatifs s’avèrent très populaires.